# 21683 Segal
21683 Segal este un asteroid din centura principală de asteroizi.

## Descriere
21683 Segal este un asteroid din centura principală de asteroizi. A fost descoperit pe 9 septembrie 1999 la Fountain Hills (Arizona) de Charles W. Juels. Asteroidul prezintă o orbită caracterizată de o semiaxă mare de 2,28 ua, o excentricitate de 0,12 și o înclinație de 5,2° în raport cu ecliptica.